# Liste des longs métrages camerounais proposés à l'Oscar du meilleur film international
Cet article présente la liste des longs métrages camerounais proposés à l'Oscar du meilleur film international. Ainsi le Cameroun a proposé son premier long métrage pour concourir dans cette catégorie en 1980 lors de la 53e cérémonie des Oscars.
L'Academy of Motion Picture Arts and Sciences (AMPAS) qui remet les Oscars du cinéma invite depuis 1957 les industries cinématographiques de tous les pays du monde à proposer le meilleur film de l'année pour concourir à l'Oscar du meilleur film en langue étrangère (autre que l'anglais). Le comité du prix supervise le processus et valide les films soumis. Par la suite, un vote à bulletin secret détermine les cinq nommés dans la catégorie, avant que le film lauréat ne soit élu par l'ensemble des membres de l'AMPAS, et que l'Oscar ne soit décerné lors de la cérémonie annuelle.

## Films proposés par le Cameroun
| Année (Cérémonie) | Titre français              | Titre original           | Langue(s)          | Réalisateur          | Résultat                      |
| ----------------- | --------------------------- | ------------------------ | ------------------ | -------------------- | ----------------------------- |
| 1980 (53e)        | Notre fille                 | Notre fille              | français           | Daniel Kamwa         | Non nommé                     |
| 2016 (89e)        | Yahan Ameena Bikti Hai (en) | यहां अमीना बिकती है             | hindi              | Kumar Raj            | Retiré de la liste définitive |
| 2020 (93e)        | The Fisherman's Diary       | The Fisherman's Diary    | pidgin camerounais | Enah Johnscott       | Non nommé                     |
| 2021 (94e)        | Rêves cachés                | Hidden Dreams            | français, anglais  | Ngang Romanus        | Non nommé                     |
| 2022 (95e)        | The Planter's Plantation    | The Planter's Plantation | pidgin camerounais | Eystein Young Dingha | Non nommé                     |
| 2023 (96e)        | Half Heaven                 | Half Heaven              | pidgin camerounais | Enah Johnscott       | En attente                    |